# ドルインデックス

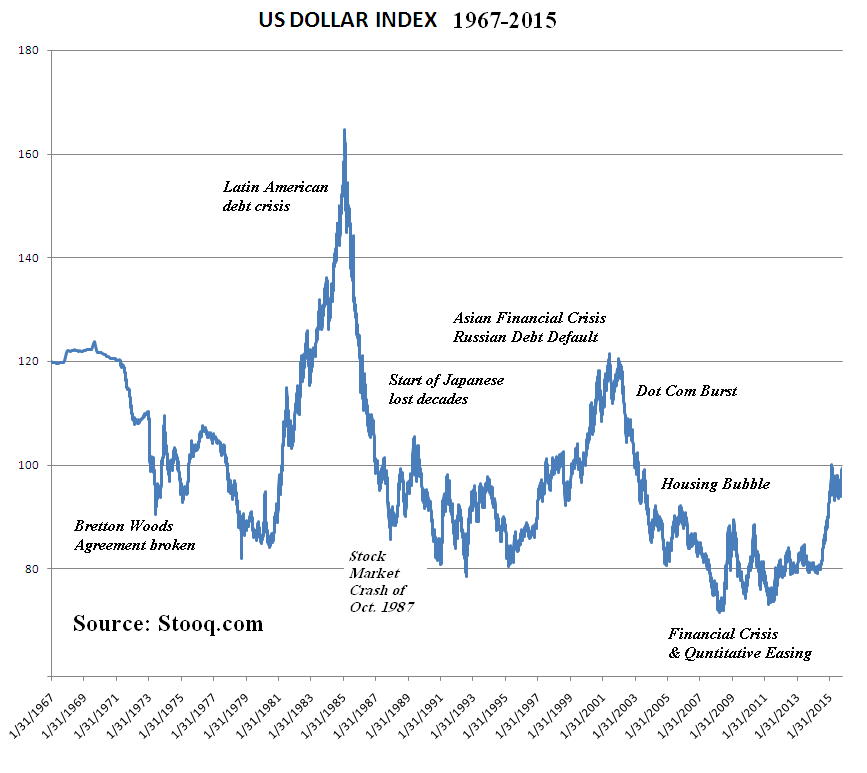
ドルインデックスのチャートおよび主要な金融イベント

ドルインデックスまたはドル指数（ドルしすう、英: U.S. Dollar Index）は、複数の主要通貨に対する、アメリカ合衆国ドルの為替レートを指数化したものである。米ドルが他通貨より価値が高くなると、ドルインデックスは上昇する。ICEのドルインデックスの略称はUSDX、DXY、DXなど。非公式にDixieとも呼ばれる。
ドルインデックスは、ICE Futures U.S.や連邦準備制度理事会（FRB）など複数の機関が算出しており、採用通貨や加重平均のウェイト、指数の更新頻度などが異なる。
外国為替取引においては、リアルタイムで算出され、また先物取引としても上場されているICE Futures U.S.のドル指数の注目頻度が最も高い。
「U.S. Dollar Index」はICEによって商標登録されており、一般的にドルインデックスといえばICEによるものを指す。

## 重み付けが原則固定な指数

### インターコンチネンタル取引所（ICE）
インターコンチネンタル取引所（ICE）のドルインデックス（U.S. Dollar Index）は6通貨の加重幾何平均でリアルタイムに算出される。1973年にFRBが構築したものを引き継いでおり、採用通貨の見直しは過去に1999年1月にユーロを導入する際に1度だけ行われ、重み付けは1度も変更していない。ユーロ導入前はドイツマルク、フランス・フラン、イタリア・リラ、ギルダー、ベルギー・フランが採用されていて、これらの重み付けの合計が現在のユーロの合計である。実効為替レートとは異なり加重幾何平均の重み付けを変更しないことで扱いやすくなっている。先物は1985年11月20日に上場した。
対象通貨および加重幾何平均の比率
- ユーロ（57.6%）
- 日本円（13.6%）
- スターリング・ポンド（11.9%）
- カナダドル（9.1%）
- スウェーデン・クローナ（4.2%）
- スイス・フラン（3.6%）

計算式
{\displaystyle {\mbox{USDX}}=50.14348112\times {\mbox{EURUSD}}^{-0.576}\times {\mbox{USDJPY}}^{0.136}\times {\mbox{GBPUSD}}^{-0.119}\times {\mbox{USDCAD}}^{0.091}\times {\mbox{USDSEK}}^{0.042}\times {\mbox{USDCHF}}^{0.036}}

### ダウ・ジョーンズ
ダウ・ジョーンズとFXCMによるドルインデックス（Dow Jones FXCM Dollar Index）は、最もよく米ドルと取引される4通貨の比率を均等に組み入れたものであり、2011年3月23日より算出されている。
対象通貨
- ユーロ
- スターリング・ポンド
- 日本円
- オーストラリア・ドル

計算式（2022年現在）
{\displaystyle (80000-{\mbox{EURUSD}}\times 7479-{\mbox{GBPUSD}}\times 6410-812150\div {\mbox{USDJPY}}-{\mbox{AUDUSD}}\times 9787)\div {\mbox{divisor}}}
個々の通貨にかかっている係数は2010年末の終値の為替レートで10,000になるように調整されている。除数（divisor）は係数を設定した際にドル指数が10,000になるように設定する。2022年現在は除数は4。個々の通貨が1,000を下回った際は、5営業日以上前に予告し、係数を変更してリバランスし、値が連続するように除数を調整する。2022年現在、リバランスは一度も行われていなく、指数構築当初から係数は変更していない。
このドルインデックスは加重算術平均を使用しているが、インフレ率が前年比で表記されることから分かるように、通貨の価値は差ではなく比率で考える物なので、加重幾何平均ではなく加重算術平均を採用していることは経済学的には誤っている。

## 実効為替レート
実効為替レート（effective exchange rate）とは、貿易額で重み付けした為替レートのこと。

### 連邦準備制度理事会（FRB）
連邦準備制度理事会（FRB）のドルインデックス（Federal Reserve Dollar Index, trade-weighted US dollar index）は、26通貨の加重幾何平均により毎日計算される、重み付けは商品とサービスの貿易額に基づく実効為替レート。採用通貨及び比率の見直しは毎年行われる。
日本銀行も同様の日本円の実効為替レートを計算している。
対象通貨および2022年1月3日の加重幾何平均の比率（Broad Dollar Index）
- ユーロ（19.599%）
- 人民元（14.763%）
- メキシコ・ペソ（13.248%）
- カナダドル（12.988%）
- 日本円（5.953%）
- スターリング・ポンド（4.966%）など

### 国際決済銀行（BIS）
国際決済銀行（BIS）のドルインデックスは、60通貨の加重幾何平均により、毎日計算される、貿易額に基づく実効為替レート。採用通貨及び比率の見直しは3年毎に行われる。
対象通貨および2017年の加重幾何平均の比率
- 人民元（23.3%）
- ユーロ（17.0%）
- メキシコ・ペソ（13.3%）
- 日本円（7.1%）など

### 日本経済新聞
日本経済新聞社によるドルインデックス（日経通貨インデックス）は、米ドルの他通貨に対する総合的な価値を示すよう設計されており、25ヵ国の通貨のクロスレートを算出し、各国の貿易額に応じて、為替レートを加重平均した実効為替レートである。2020年現在、2015年を100として指数化されているが、基準年は定期的に見直される。日本円及びユーロに対しても同様のインデックスが算出されており、為替動向の比較が可能である。

## 脚註
1. 1 2 3  “金融経済用語集 ドルインデックス”. iFinance金融情報サイト.   エフ・ブイ・ゲート. 2020年12月29日閲覧。
2. ↑  “US Dollar Index”.   FXStreet. 2013年3月23日閲覧。
3. 1 2 3 4  U.S. Dollar Index Contracts FAQ
4. ↑  United States Patent and Trademark Office. “Trademark Search, Serial Number 74350026”. 2017年7月22日閲覧。
5. ↑  U.S. Dollar Index Brochure
6. 1 2 3  Dow Jones FXCM Dollar Index Methodology (PDF)
7. ↑  実効為替レート | 金融・証券用語解説集 | 大和証券
8. ↑  Revisions to the Federal Reserve Dollar Indexes
9. ↑  Federal Reserve Board - Foreign Exchange Rates - H.10 - Nominal/Real Indexes
10. 1 2 3  “用語辞典 ドルインデックス/ドル指数”.   上田ハローFX. 2020年12月29日閲覧。
11. ↑  実効為替レート : 日本銀行 Bank of Japan
12. ↑  The Fed - Foreign Exchange Rates - H.10 - Currency Weights
13. ↑  Effective exchange rate indices - BIS
14. ↑  日経通貨インデックス - 指数情報 - 日経平均プロフィル
15. ↑  “金融経済用語集 日経通貨インデックス”. iFinance金融情報サイト.   エフ・ブイ・ゲート. 2020年12月29日閲覧。